# Campeonato Mundial Júnior de Natação
O Campeonato Mundial Júnior de Natação é um evento de campeonato de natação organizada pela World Aquatics para meninas de 14 a 17 anos e garotos de 15 a 18 anos em 31 de dezembro do ano da competição.  É realizada a cada dois anos em piscina longa (50 metros), tendo sido realizado desde 2006.

## Edições
Até o momento já foram realizadas 8 edições do campeonato, sendo a última realizada em Lima no Peru em 2022.
| Edição | Ano  | Local          | Datas                        | Número de atletas | Número de Nações |
| ------ | ---- | -------------- | ---------------------------- | ----------------- | ---------------- |
| 1      | 2006 | Rio de Janeiro | 22 – 27 de agosto            | 685               | 81               |
| 2      | 2008 | Monterrey      | 8 – 12 de julho              | 480               | 61               |
| 3      | 2011 | Lima           | 16 – 21 de agosto            | 528               | 58               |
| 4      | 2013 | Dubai          | 26 – 31 de agosto            |                   |                  |
| 5      | 2015 | Singapura      | 25 – 30 de agosto            | 700               | 87               |
| 6      | 2017 | Indianápolis   | 23 – 28 de agosto            | 1.000             | 100              |
| 7      | 2019 | Budapeste      | 20 – 25 de agosto            | 816               | 124              |
| 8      | 2022 | Lima           | 30 de agosto – 4 de setembro | 509               | 87               |

## Quadro geral de medalhas
Total de medalhas conquistas por nação até a edição de 2019.
| Ordem | País              | Medalha de ouro | Medalha de prata | Medalha de bronze | Total |
| ----- | ----------------- | --------------- | ---------------- | ----------------- | ----- |
| 1     | Estados Unidos    | 70              | 58               | 52                | 180   |
| 2     | Rússia            | 35              | 40               | 42                | 117   |
| 3     | Austrália         | 31              | 23               | 18                | 72    |
| 4     | Itália            | 22              | 23               | 24                | 69    |
| 5     | Japão             | 21              | 23               | 25                | 69    |
| 6     | Canadá            | 16              | 23               | 24                | 63    |
| 7     | Reino Unido       | 10              | 12               | 19                | 41    |
| 8     | Espanha           | 9               | 6                | 9                 | 24    |
| 9     | Nova Zelândia     | 9               | 1                | 1                 | 11    |
| 10    | Ucrânia           | 8               | 3                | 5                 | 16    |
| 11    | Hungria           | 6               | 13               | 3                 | 22    |
| 12    | Alemanha          | 5               | 9                | 5                 | 19    |
| 13    | China             | 5               | 7                | 5                 | 17    |
| 14    | França            | 5               | 5                | 9                 | 19    |
| 15    | Polónia           | 5               | 5                | 7                 | 17    |
| 16    | Lituânia          | 5               | 3                | 2                 | 10    |
| 17    | Turquia           | 4               | 0                | 0                 | 4     |
| 18    | Grécia            | 3               | 3                | 4                 | 10    |
| 19    | Brasil            | 2               | 7                | 5                 | 14    |
| 20    | Roménia           | 2               | 2                | 1                 | 5     |
| 21    | Croácia           | 2               | 1                | 1                 | 4     |
| 22    | Argentina         | 2               | 1                | 0                 | 3     |
| 22    | Bélgica           | 2               | 1                | 0                 | 3     |
| 24    | Eslovênia         | 2               | 0                | 0                 | 2     |
| 25    | Sérvia            | 1               | 4                | 2                 | 7     |
| 26    | África do Sul     | 1               | 3                | 8                 | 12    |
| 27    | Bielorrússia      | 1               | 3                | 1                 | 5     |
| 28    | Chéquia           | 1               | 2                | 2                 | 5     |
| 29    | Áustria           | 1               | 1                | 2                 | 4     |
| 30    | Irlanda           | 1               | 1                | 1                 | 3     |
| 31    | Egito             | 1               | 0                | 1                 | 2     |
| 31    | Hong Kong         | 1               | 0                | 1                 | 2     |
| 33    | Suécia            | 0               | 4                | 2                 | 6     |
| 34    | Malásia           | 0               | 2                | 0                 | 2     |
| 35    | Trinidad e Tobago | 0               | 1                | 0                 | 1     |
| 36    | Venezuela         | 0               | 0                | 3                 | 3     |
| 37    | Bulgária          | 0               | 0                | 2                 | 2     |
| 38    | Equador           | 0               | 0                | 1                 | 1     |
| 38    | Panamá            | 0               | 0                | 1                 | 1     |
|       | TOTAL             | 289             | 290              | 288               | 876   |